# Touffreville-la-Cable
Touffreville-la-Cable är en kommun i departementet Seine-Maritime i regionen Normandie i norra Frankrike. Kommunen ligger i kantonen Caudebec-en-Caux som tillhör arrondissementet Rouen. År 2018 hade Touffreville-la-Cable 416 invånare.

## Befolkningsutveckling
Antalet invånare i kommunen Touffreville-la-Cable
| Referens: INSEE |